# Cantagalo (Rio de Janeiro)
Cantagalo è un comune del Brasile nello Stato di Rio de Janeiro, parte della mesoregione del Centro Fluminense e della microregione di Cantagalo-Cordeiro.
Il comune è diviso in 5 distretti: Cantagalo (sede comunale), Santa Rita da Floresta, Euclidelândia, São Sebastião do Paraíba e Boa Sorte.